# Langues samoyèdes
Cet article concerne les langues samoyèdes. Pour les peuples samoyèdes, voir Samoyèdes.
Les langues samoyèdes (parfois écrit samoïèdes) sont une famille de langues qui sont en usage des deux côtés de l'Oural de la Russie par moins de 40 000 personnes.

## Caractéristiques
Elles constituent traditionnellement une des deux branches de l'ensemble de langues ouraliennes, l'autre étant celle des langues finno-ougriennes. Toutefois, cette dichotomie primitive a été récemment remise en cause par certains linguistes, qui tiennent les langues samoyèdes pour une branche de même niveau que les subdivisions du finno-ougrien. De façon générale, les langues ouraliennes se répartissent actuellement en sous-groupes bien caractérisés, mais les relations plus anciennes de ces sous-groupes sont peu claires et peu étudiées et rendent difficile de les rassembler en branches plus larges.
À un niveau taxinomique supérieur, on rapproche souvent des langues ouraliennes le youkaguir de l'est de la Sibérie.
Le terme de samoyède vient du russe самоед (samoyed), qui est traduit par l'étymologie populaire comme signifiant « qui se mange soi-même » (сам, sam → soi-même ; ед, ed → manger) serait plutôt à rapprocher de l'auto-ethnonyme des sames : saamit.
Le nénètse de la toundra demeure la langue la plus répandue et est même une langue officielle dans plusieurs régions autonomes (okrougs) de la Russie.
La science qui étudie les langues samoyèdes s'appelle la samoyèdistique et fut créée au XIXe siècle par, entre autres, les Finnois Matthias Alexander Castrén et Kai Donner et le Germano-Balte Franz Anton Schiefner. Elle ne peut généralement pas être étudiée séparément de l'ouralistique.
Les langues samoyèdes se transmettent le long des côtes arctiques de Russie, de la mer Blanche à la mer des Laptev, en passant par la Nouvelle-Zemble, la péninsule de Yamal, les embouchures des fleuves Ob et Ienisseï et la péninsule de Taïmyr. Elles sont contiguës avec les langues ougriennes trans-ouraliennes et les langues permiennes cis-ouraliennes, mais elles sont séparées des langues fenniques par les Russes, à l'ouest, et du youkaguire par le peuple turc des Yakoutes, à l'est. Au XVIe siècle, une ville importante de Samoyèdes se constitua à Mangazeïa mais fut détruite au XVIIe siècle.

## Liste et classification
- langues samoyèdes du Nord
  - L'énètse parlé par les Énètses.
    - énètse de la toundra
    - énètse des forêts

  - Le nénètse parlé par les Nénètses.
    - nénètse de la toundra
    - nénètse des forêts

  - Le nganassane parlé par les Nganassanes.
    - avam
    - tawgy
    - vadeïev

  - Le yourats (en), qui s'est éteint au cours du XIXe siècle.
- langues samoyèdes du Sud
  - Le kamasse, qui s'est éteint en 1989.
  - Le mator, qui s'est éteint au cours du XIXe siècle.
  - Le taygi, éteint depuis le début du XIXe siècle.
  - Le selkoupe parlé par les Selkoups.
    - Dialecte de Taz
    - Dialecte de Tym
    - Dialecte de Ket

## Tableau comparatif des différentes langues samoyèdes
| Français | Tundra Nenets | Forest Nenets | Yurak  | Tundra Enets | Forest Enets | Nganasan | Selkup Ket | Selkup Tym | Selkup Taz | Kamass | Taygi | Mator |
| cheveu   | e̮ptǝ          | e̮ptǝ          | ŋept   | itu          | ituʔ         | ngа́mta   | tar        | ōpti̮       | ōpti̮       | äbde   | e̮bte̮  | e̬bte  |
| tête     | ńamba         | åjwå          | ŋæwa   | abure        | ɛba          | ngojbu   | oli̮        | oli̮        | oli̮        | ulu    | ńamba | ńamba |
| oreille  | ńamba         | ká            |        | kuu          | koo          | kóу      | qō         | qō         | üŋki̮lsa    | ku     | kälüh | kuh   |
| œil      | sэv           | χǽm           | sæm    | seijʔ        | sej          | séjme    | saji       | saji       | saji       | sima   | sīme  | sīme  |
| nez      | pyja          | pɨjå          | piya   | puja         | puja         | ngyngka  | putš       | putš       | i͔ntäl’     | phījä  | hijä  | hijā  |
| bouche   | nja'          | ɲáɲ           | nyaqw  | eɁ           | naʔ          | ngang    | ɔ̄ŋ         | ak         | ɔ̄ŋ         | aŋ     | äŋ    | āŋ    |
| langue   | mü            | šē            | njäámu | sixɔrɔ       | njami        | siedja   | šē         | šē         | šē         | šikä   | kǟj   | kej   |

Notes : Sources : Lingvodoc (en russe)